# Pertes humaines pendant la guerre de Gaza
Pour un article plus général, voir Guerre de Gaza depuis 2023.

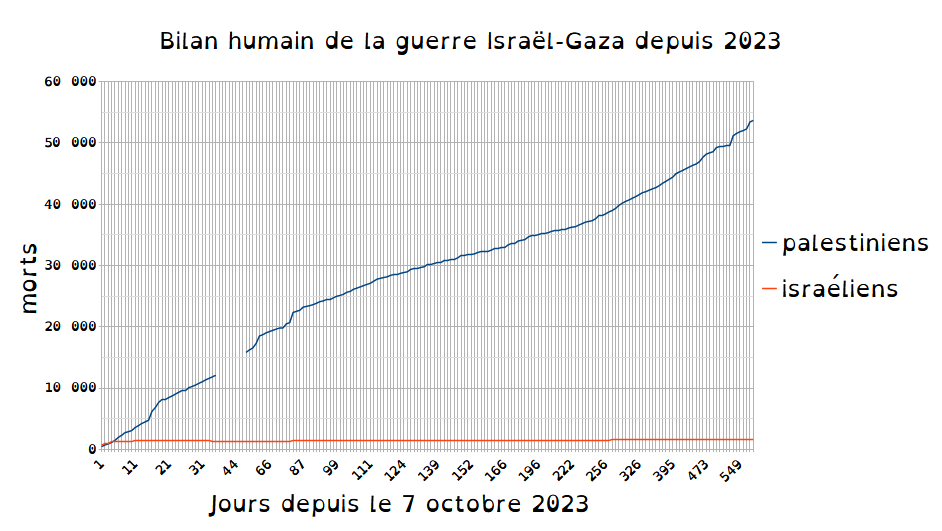

Les pertes humaines pendant la guerre de Gaza depuis 2023 sont dans un premier temps celles de l'attaque du Hamas et de ses alliés contre Israël, soit 1 205 personnes tuées en Israël et, dans un deuxième temps, plus de 67 000 morts palestiniens, dont au moins 18 000 enfants ; et plus de 154 000 blessés, dont plus de 45 000 enfants, par les bombardements israéliens, le siège de Gaza puis l'invasion terrestre israélienne de la bande de Gaza. S'y ajoutent les morts dans les 925 morts palestiniens des incursions militaires israéliennes en Cisjordanie et les plus de 4 000 morts libanais du conflit entre Israël et le Hezbollah de 2023-2024.

## Estimations globales
Selon les estimations, sous réserve de vérification, du Bureau de la coordination des affaires humanitaires, environ 1 200 personnes ont été tuées sur le territoire israélien dans l'attaque du 7 octobre, dont au moins 33 enfants.
Les bombardements israéliens, le siège de Gaza et l'invasion terrestre israélienne ont tué plus de 54 000 Palestiniens, dont 15 000 enfants, entre le 7 octobre 2023 et le 4 juin 2025.
195 Libanais ont été tués à la frontière avec Israël entre le début de la guerre et le 21 janvier 2024, dont 144 combattants du Hezbollah. Des victimes sont également tombées en Syrie.
293 soldats israéliens sont morts dans la bande de Gaza entre le 27 octobre et le 6 mai 2024.
31 otages israéliens auraient été tués au cours des bombardements entre le début de la guerre et le 14 janvier 2024, selon l'armée israélienne. Selon le Hamas, 70 otages sont morts au cours des bombardements.
146 travailleurs humanitaires de l'UNRWA ont été tués à la date du 13 janvier 2024. Au 31 mai 2024, ce chiffre monte à 192.
108 journalistes (103 Palestiniens, deux Israéliens et trois Libanais) ont été tués entre le 7 octobre 2023 et le 15 juin 2024, selon l'estimation la plus prudente, celle du site du Comité pour la protection des journalistes.
Près de 4 000 Palestiniens de Gaza qui travaillaient quotidiennement en Israël y ont disparu, et sont probablement détenus dans les prisons israéliennes.
Les décomptes de morts à Gaza sont considérés comme probablement sous-évalués, étant donné que le ministère de la Santé à Gaza comptabilise uniquement les personnes décédées dans les hôpitaux ; or des milliers de Palestiniens voire des dizaines de milliers se trouvent sous les décombres, selon Libération (18 janvier 2024). En effet, plus de 10 000 personnes sont déclarées disparues à Gaza le 6 mai 2024.

## Attaque du Hamas du 7 octobre 2023

### Pertes civiles
Le 7 octobre 2023, le Hamas lance une attaque massive contre Israël. Au cours de cette attaque, 695 civils israéliens et 71 ressortissants étrangers sont tués. Parmi eux, 36 enfants (de moins de 18 ans). La plus jeune victime est âgée de 10 mois. Les victimes israéliennes comprennent 70 Arabes israéliens morts ou portés disparus, dont beaucoup sont des Bédouins du Néguev.
Des massacres ont eu lieu dans plus de neuf kibboutzim où résident des civils ; le massacre du festival de musique de Réïm tue 260 personnes, et celui de Be'eri tue cent personnes.
Il s'agit de l'attaque la plus meurtrière de l'histoire d'Israël.

#### Journalistes
Selon le Comité pour la protection des journalistes, quatre journalistes ont été tués en Israël, dont Roy Edan et Yaniv Zohar.

#### Travailleurs migrants
Au moins 50 travailleurs migrants, principalement originaires de Thaïlande et du Népal, ont été tués.

### Pertes militaires
Selon Tsahal, durant l'attaque, 373 militaires israéliens et 1 500 combattants du Hamas meurent.

### Otages

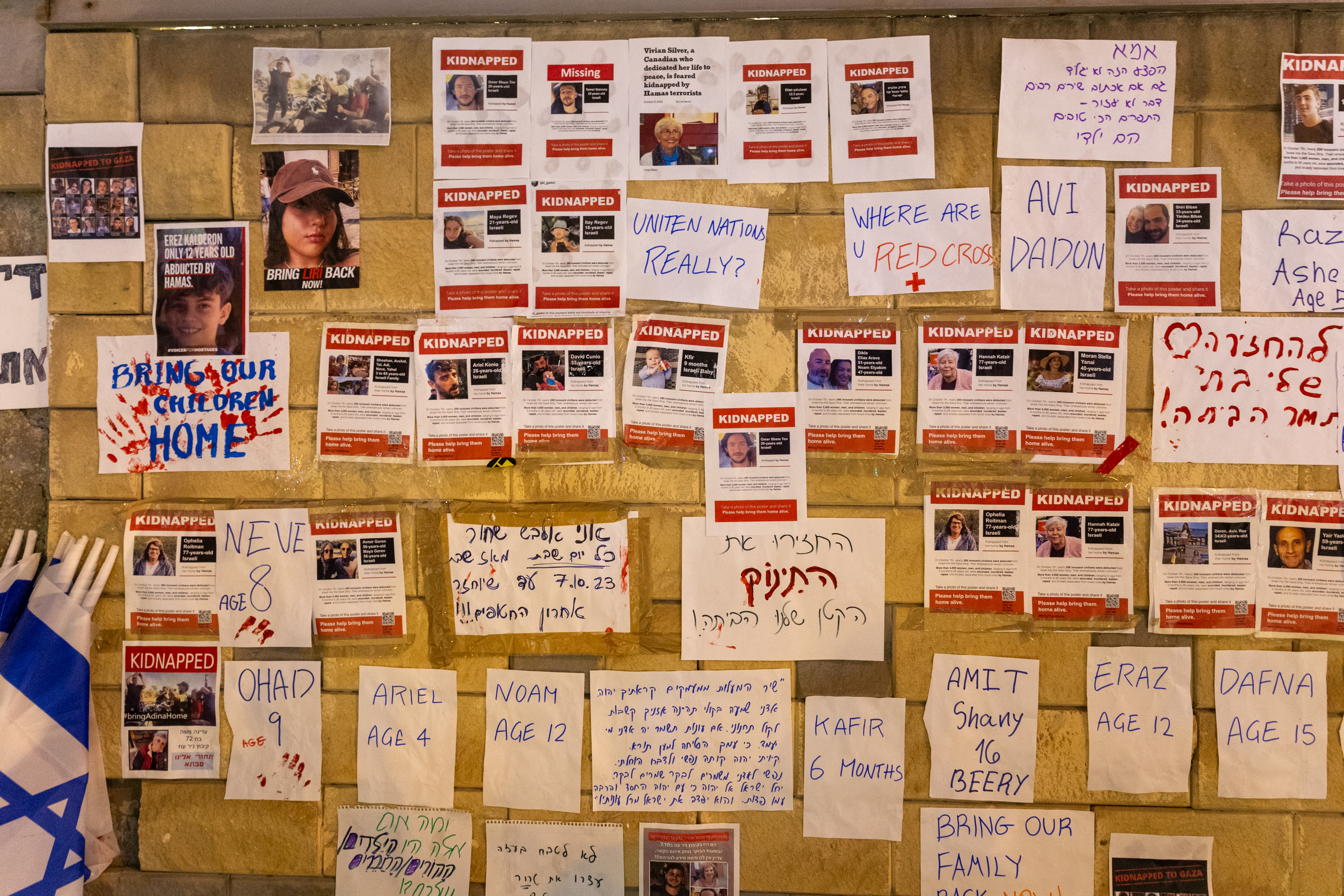
Des affiches à Tel Aviv appelant au retour des otages israéliens à Gaza

Le 7 octobre 2023, 248 personnes sont prises en otages par le Hamas. Au 14 février 2024, 136 personnnes demeurent aux mains du Hamas dont deux enfants.

### Révision du nombre de victimes
Le 10 novembre, Israël a révisé son bilan des victimes de 1 400 à 1 200 après avoir conclu que bon nombre des corps identifiés étaient ceux de terroristes du Hamas,.
En décembre 2023, ce chiffre a été révisé à 1 139 : 695 civils israéliens (dont 36 enfants), 71 ressortissants étrangers et 373 membres des forces de sécurité. Cinq personnes sont également portées disparues, dont quatre Israéliens.

## Blocus, bombardements et invasion de la bande de Gaza

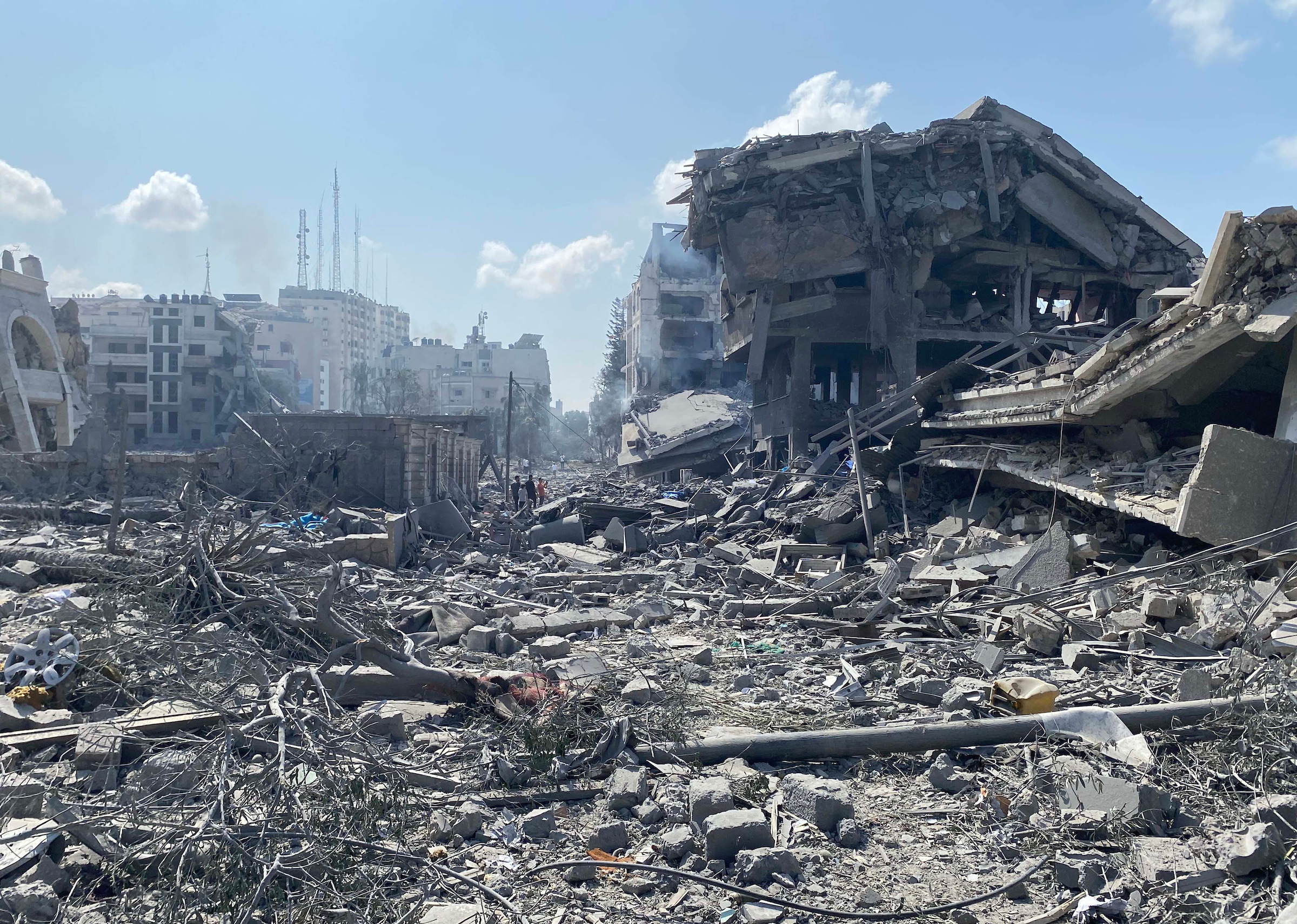
El-Remal dans la ville de Gaza à la suite d'une frappe aérienne israélienne, le 10 octobre 2023.

### Pertes totales gazaouies
Au 18 septembre 2024, au moins 41 020 Palestiniens, sont tués, dont 14 100 enfants, et plus de 10 000 Palestiniens sont portés disparus, selon le ministère de la Santé de Gaza et l'UNICEF. Au moins 93 778 personnes sont blessées. Selon les Nations unies, 70 % des personnes tuées sont des enfants et des femmes.
La bande de Gaza a subi d'énormes pertes humaines à cause des bombardements israéliens,.
D’autres estimations dépassent les 100 000 victimes, en prenant en compte les morts indirectes. En octobre 2024, un collectif de soignants américains estime à 118 908 le nombre de vies perdues à Gaza depuis le 7 octobre du fait de la guerre et juillet 2024, la revue médicale The Lancet estimait ce nombre à 186 000, cette estimation provient cependant d'une lettre ouverte et ne possède pas de valeur académique. Une étude de la même revue place cependant le nombre de morts à 64 260 au 30 juin 2024.

#### Enfants

##### Nombre d'enfants tués
Une proportion importante des victimes sont des enfants : près de la moitié de la population du territoire a moins de 18 ans en 2022, selon le ministère de la Santé de Gaza. Selon CNN, 41 % des personnes tuées sont des enfants.
Selon le ministère de la Santé de Gaza, entre le 7 octobre 2023 et le 31 mai 2024, 7 797 enfants ont été tués. L'ONG Save the Children indique par ailleurs, en juin 2024, que 21 000 enfants sont portés disparus, soit parce qu'ils sont ensevelis sous les décombres, prisonniers ou ont perdu le contact avec leurs proches.
En outre, une dizaine d'enfants en moyenne sont amputés d'une ou de leurs deux jambes chaque jour selon l'Office de secours et de travaux des Nations unies pour les réfugiés de Palestine dans le Proche-Orient.

##### Analyse
Le nombre d'enfants tués entre le 7 octobre 2023 et novembre 2023 (4 100 enfants tués selon le ministre de Santé de Gaza) dépasse déjà, en un mois, le nombre d'enfants tués chaque année dans des guerres depuis 2019. À titre de comparaison, durant la guerre en Ukraine, 477 enfants ont été tués en 2022 ; 83 enfants ont été tués en 2023 dans un décompte arrêté au 8 octobre.

##### Réactions
La directrice régionale de l'UNICEF Adèle Khodr a déclaré que le nombre de morts d'enfants à Gaza « entache de plus en plus notre conscience collective ».

#### Familles

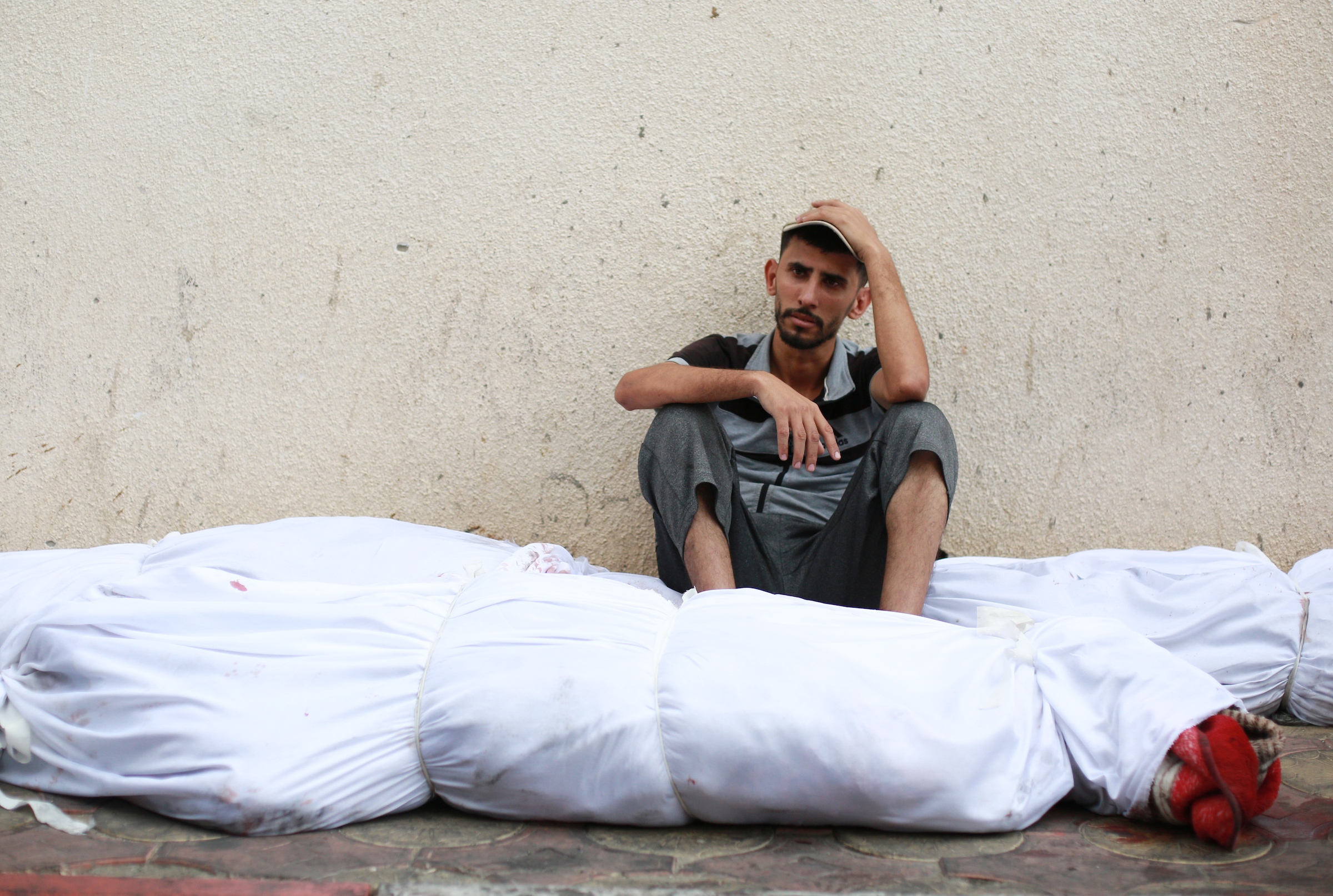
Un homme entouré de sacs mortuaires dans le camp de Jabalia.

Des noms de famille sont supprimés du registre civil de Gaza, des familles entières ayant été tuées. Le Financial Times rapporte que la perte de grands groupes familiaux « détruit le tissu social de Gaza ». Le New York Times a déclaré : « Des arbres généalogiques ont été démembrés et des branches entières effacées. » Le 28 octobre, le nombre de familles entièrement tuées s'élevait à 825.

#### Journalistes à Gaza
Selon le Comité pour la protection des journalistes, entre le 7 octobre 2023 et le 4 juin 2024, 103 journalistes palestiniens sont tués.
Selon le bureau de presse à Gaza, 147 journalistes et travailleurs des médias sont tués entre le 7 octobre 2023 et le 31 mai 2024.

##### Cour pénale internationale
Le 31 octobre 2023, Reporters sans frontières (RSF) demande à la Cour pénale internationale d'ouvrir une enquête prioritaire pour crimes de guerre à la suite de l'assassinat de neuf journalistes dans l'exercice de leurs fonctions, en Palestine et en Israël. RSF note que 41 journalistes ont été tués au cours du premier mois du conflit, précisant que plusieurs journalistes ont été tués par Israël dans leurs maisons. Israël tient des registres du lieu et de la résidence de chaque personne à Gaza. RSF a déclaré qu'Israël avait eu recours à des frappes ciblées pour tuer des journalistes à Gaza.
Reporters sans frontières dépose une deuxième plainte auprès de la Cour pénale internationale le 22 décembre 2023, pour « crimes de guerre », commis par l’armée israélienne contre sept reporters palestiniens qui auraient été tués par des tirs de sniper, des missiles ou des drones.

##### Chronologie
De nombreux journalistes palestiniens à Gaza ont été tués par des attaques israéliennes alors qu'ils étaient dans l'exercice de leurs fonctions. Ibrahim Mohammad Lafi, photographe d'Ain Media, a été tué par balles au niveau du poste-frontière d'Erez le 7 octobre 2023 alors qu'Israël débutait sa réponse à l'attaque du Hamas. Selon RSF, ce journaliste « portait un gilet pare-balles floqué « presse » et tenait son appareil photo à la main ». Mohammad Jarghoun, journaliste de Smart Media, a été tué le même jour ; « il couvrait le conflit dans une zone à l’est de la ville de Rafah, dans le sud de la bande de Gaza » selon le Comité pour la protection des journalistes. Le journaliste indépendant Mohammad el Salhi a également été abattu le 7 octobre à la frontière à l'est du camp de réfugiés de Bureij dans le centre de Gaza. Le 9 octobre, Saeed al-Taweel, rédacteur en chef du site Internet Al-Khamsa News, Mohammed Sobh et Hisham Alnwajha ont été tués par une frappe aérienne alors qu'ils filmaient une attaque dans la ville de Gaza.
Dans la journée du 10 octobre, 6 journalistes palestiniens sont tués par les bombardements israéliens, dont 3 lors du bombardement de la tour Hajji, alors qu'ils étaient « clairement identifiables comme journalistes ».
Le 19 octobre, le Comité pour la protection des journalistes confirme la mort de 21 journalistes ; huit sont blessés et trois portés disparus ou détenus. Un rapport publié le 29 octobre par Reporters sans frontières (RSF) indique qu'Israël a pris pour cible des journalistes clairement identifiables comme tels, lors de deux frappes de missiles le 13 octobre qui ont tué un journaliste et en ont blessé quatre. Le 31 octobre, RSF indique que 34 journalistes ont été tués dans le conflit, dont 12 « en relation avec leur travail », 10 lors de l'attaque israélienne sur Gaza ; RSF décrit les deux premières semaines du conflit comme le début de guerre le plus meurtrier du XXIe siècle pour les journalistes. Le 7 novembre, le journaliste Mohammad Abu Hasira aurait été victime d'un assassinat ciblé ; la frappe israélienne tue aussi 21 membres de sa famille selon Libération qui relaie le ministère de la Santé de Gaza ; ou 42 membres de sa famille selon The Hindu qui relaie l'agence de presse palestinienne Wafa.

#### Travailleurs humanitaires

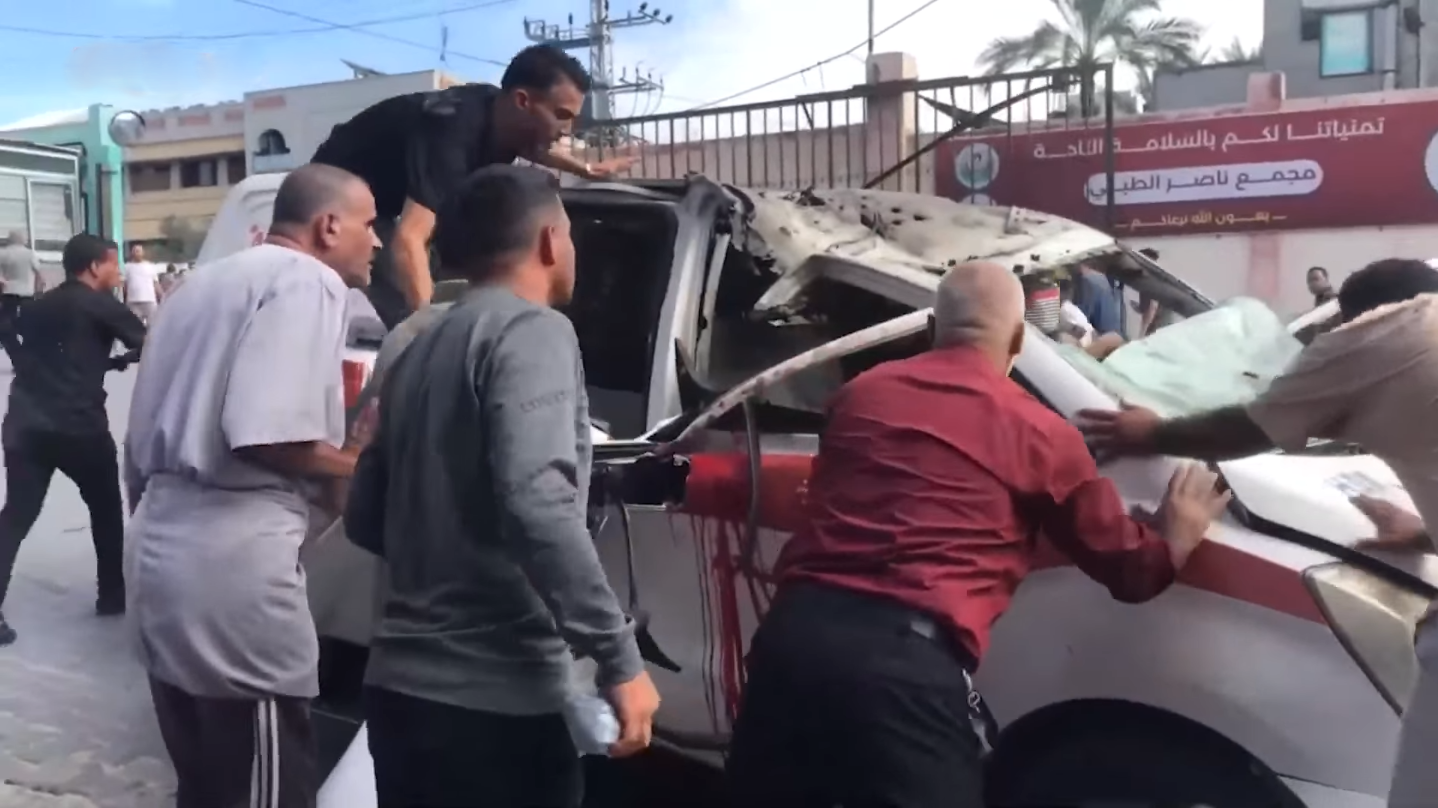
Une ambulance du Croissant-Rouge palestinien touchée par un missile israélien à Khan Younès.

- 196 travailleurs des Nations unies, dont 192 travailleurs humanitaires de l'Office de secours et de travaux des Nations unies pour les réfugiés de Palestine dans le Proche-Orient (UNRWA) ont été tués entre le 7 octobre 2023 et le 31 mai 2024[33]. Le 11 octobre 2023, l'UNRWA signale qu'une école abritant plus de 225 personnes a été touchée et que son siège était pris pour cible par Israël[53]. L'armée israélienne accuse l'UNRWA d'être complice du Hamas, et prétend avoir trouvé un tunnel sous son siège[54].
- Médecins sans frontières (MSF) a déclaré avoir dénombré 16 membres du personnel médical tués depuis le 7 octobre. MSF déclare le 7 octobre qu'une infirmière et un chauffeur d'ambulance ont été tués et plusieurs autres blessés lors des frappes israéliennes contre l'hôpital Nasser de Khan Younès et l'hôpital indonésien de la ville de Gaza[55],[56]. Le 18 novembre MSF accuse l'armée israélienne d'avoir ciblé un de ses convois, attaque qui a fait deux morts[57].
- 32 membres du Croissant-Rouge palestinien ont été tués entre le 7 octobre 2023 et le 31 mai 2024.
- le Comité indonésien de secours médical d'urgence (MER-C) a confirmé qu'un membre du personnel avait été tué près d'un véhicule MER-C opérationnel le 8 octobre[58].
- le 24 décembre, un employé du Programme des Nations unies pour le développement a été tué dans une frappe aérienne, avec 70 membres de sa famille[59].
- le 10 novembre, l'ONU a rapporté que plus de 100 employés avaient été tués par Israël[60]. Le 12 novembre, l'ONU a noté que trois infirmières de l'hôpital Al-Shifa avaient été tuées lors du siège de la ville de Gaza[61].

Plus de travailleurs de l’ONU ont été tués à Gaza que dans tout autre conflit de l’histoire mondiale.

##### Chronologie
La chronologie s'établit de la manière suivante, pour le décompte du bilan humain :
- le 8 octobre 2023, à la suite des frappes aériennes israéliennes, le ministère palestinien de la Santé de Gaza mentionne plus de 690 morts en 24 heures, dont 20 enfants, et près de 2 000 blessés[63].
- Le 6 novembre, le bilan dépasse les 10 000 victimes et le 24 novembre, 14 800 morts pour 35 000 blessés[64].
- Le 3 janvier 2024, le nombre de morts dépasse la barre des 23 000[65] et 26 000 au 26 janvier[66].

Selon le ministère de la Santé de Gaza, au moins 100 personnes ont été tuées à la suite du largage d'une bombe de près d'une tonne dans le camp de réfugiés surpeuplé de Jabaliya lors des frappes israéliennes sur Jabalia le 31 octobre 2023. D'importantes pertes civiles ont été signalées à la suite de l'explosion de l'hôpital arabe Al-Ahli, de la frappe aérienne du camp de Jabalia le 31 octobre et de la frappe aérienne de l'école de Fakhoora le 4 novembre. Parmi les autres événements qui ont fait de nombreuses victimes, citons la frappe aérienne de l'église Saint-Porphyrius et la frappe aérienne du camp de réfugiés d'al-Shati, ainsi que de nombreuses attaques contre des camps de réfugiés, des écoles et des établissements de santé.

#### Personnel médical
Selon le ministère de la Santé de Gaza, entre le 7 octobre 2023 et le 31 mai 2024, 493 travailleurs de la santé sont tués.

#### Proportion de civils
Il n'existe « aucun chiffre fiable » sur la proportion de civils et de « terroristes » tués à Gaza, selon des responsables du projet Iraq Body Count, qui recense le nombre de morts dans la guerre d'Irak. Les autorités israéliennes ont affirmé avoir tué des « milliers » de « terroristes » du Hamas, mais l'armée israélienne interrogée par la BBC a répondu « ne pas disposer de chiffre exact sur le nombre de terroristes du Hamas tués ».
Selon des dirigeants israéliens, deux civils palestiniens avaient été tués pour un membre supposé du Hamas - soit une proportion de 66,6 % de civils tués. Une analyse de l'université ouverte d'Israël estime le pourcentage de victimes civiles à Gaza à environ 61 %, soit un taux supérieur au taux de mortalité civil moyen dans tous les conflits mondiaux « de la Seconde Guerre mondiale aux années 1990 ».
L'universitaire Michael Spagat auteur de plusieurs études sur les problèmes liés au décompte des morts dans les guerres déclare fin décembre 2023 qu'il « ne serait pas du tout surpris si environ 80 % des personnes tuées étaient des civils ». Il souligne le fait que la proportion publiée par des dirigeants israéliens est invérifiable, et communiquée sans indication sur les moyens de mesurer un tel ratio.
Lorsque des armes explosives sont utilisées dans des zones densément peuplées, en moyenne 90 % des victimes sont des civils, selon le groupe de recherche et de défense Action on Armed Violence (en) qui a étudié les conflits récents entre 2011 et 2021. 29 000 bombes israéliennes sont tombées sur Gaza entre le 7 octobre et la mi-décembre, dont 40 à 45 % de bombes non guidées. Or ce type de bombes peut manquer l'objectif jusqu'à 30 mètres.
Même si l'on se fonde sur les proportions de civils et de membres supposés du Hamas tués fournies par Israël, il demeure qu'en deux mois, l'armée israélienne a tué à Gaza plus de civils que la coalition dirigée par les États-Unis n'en a tué au cours des neuf premiers mois de l'invasion de l'Irak en 2003 ; l'Irak a un nombre d'habitants 10 fois supérieur à celui de Gaza. Le conflit à Gaza est cependant mené en milieu urbain, et les comparaison peuvent également être faite avec les bataille de Grozny ou Marioupol, au contextes plus similaires.
Selon le ministère de la Santé dirigé par le Hamas, 70 % des personnes tuées à Gaza sont des femmes et des enfants ; pour les 30 % d'hommes tués, le ministère de la Santé ne distingue pas les civils et les combattants.

#### Sources
Plusieurs sources donnent des décomptes du nombre de victimes à Gaza. La première est le ministère de la Santé local, le service de presse du Hamas, l’Bureau de la coordination des affaires humanitaires (OCHA, agence de l’ONU). L’OCHA, qui dépend des deux précédentes sources, a changé sa manière de prendre en compte les données que ces organismes donnaient, ne se fiant désormais plus qu’au seul ministère de la Santé depuis le 8 mai. Cela influe notamment de la proportion de femmes et d’enfants dans les victimes, qui passe de 70 % selon le service de presse du Hamas, à 52 % au moins selon l’OCHA en ne prenant en compte que les 25 686 corps formellement identifiés.

#### Fiabilité du décompte des morts
Le 25 octobre 2023, le président américain Joe Biden affirme qu'il n'a « aucune confiance » dans le nombre de décès rapporté par le ministère de la Santé de Gaza. Le lendemain, le coordinateur des communications stratégiques du Conseil de sécurité nationale à la Maison-Blanche, John Kirby, déclare qu'il « n'a pas » le sentiment que « des milliers de personnes sont mortes à Gaza ». Kirby fait également savoir que « nous ne comptons pas les citer », en parlant des chiffres du ministère de la Santé de Gaza, ce à quoi la journaliste Raquel Krähenbühl (pt) lui fait remarquer que le département d'État américain les utilise déjà. De plus, Human Rights Watch soutient que, après trois décennies de travail à Gaza et de conduite de sa propre enquête, il considère que les chiffres du ministère de la Santé de Gaza sont fiables. Le 26 octobre, le ministère de la Santé de Gaza répond aux dénégations en publiant un document de 212 pages contenant 6 747 noms et numéros d'identification individuels, ainsi que 281 décès non identifiés. Le 9 novembre, la sous-secrétaire d'État américaine pour les Affaires du Proche-Orient déclare devant la commission des affaires étrangères de la Chambre des représentants (en) que le nombre de morts est « franchement très élevé » et qu'« il se pourrait même que (le bilan) dépasse les chiffres actuellement évoqués ».

#### Fonctionnement du décompte
Chaque décès enregistré à Gaza est le résultat d'un changement vérifié dans le registre de population approuvé par le gouvernement israélien. Le gouvernement israélien note que son « Bureau d'enregistrement de la population s'efforce de mettre à jour les fichiers d'enregistrement de la population situés du côté israélien pour qu'ils correspondent aux fichiers détenus » en Cisjordanie et à Gaza. Le 26 octobre, le bureau humanitaire des Nations Unies ajoute qu'il utilise les chiffres des décès du ministère de la Santé de Gaza parce qu'ils sont « clairement sourcés ». Le 6 décembre, un article revu par des pairs dans The Lancet parvient à la conclusion que le bilan des morts du ministère de la Santé de Gaza est exact.
Vers la mi-novembre 2023, le ministère de la Santé de Gaza commence à perdre le compte des décès, déclarant qu’il a du mal à mettre à jour le bilan des victimes en raison des coupures de courant, du nombre élevé de morts et de l’effondrement du système de santé,.

### Situation des otages
Selon Israël, 32 otages seraient morts entre le 7 octobre 2023 et le 14 février 2024. Selon le Hamas, 70 otages ont été tués par les bombardements israéliens.

### Militaires israéliens morts à Gaza
Au 17 mai 2024, Israël annonce que 293 militaires israéliens sont morts à Gaza. Selon l'armée israélienne, 17 % de ses morts ont été tués par leur propre armée.

### Analyses

#### Comparaison avec d'autres guerres
Neta Crawford du projet Costs of War de l'université Brown déclare : « Il s'agit, au 21e siècle, d'un événement important et hors du commun. niveau normal de destruction ».
À la date du 14 janvier, 250 Palestiniens sont tués chaque jour, chiffre très supérieur au nombre de morts qui est de 96,5 en Syrie, 51,6 au Soudan, 50,8 en Irak, 43,9 en Ukraine, 23,8 en Afghanistan et 15,8 au Yémen selon Oxfam.
La moyenne se situait plus haut encore le 20 décembre décembre 2023, à 300 personnes tuées par jour à Gaza depuis le 7 octobre, chiffre extrêmement élevé par rapport à d'autres conflits récents selon Emily Tripp, directrice d'Airwars, ONG qui comptabilise les morts civiles dans les guerres depuis 2014. Il s'agit même du taux de morts quotidien le plus élevé de tous les conflits majeurs du XXIe siècle d'après Oxfam,.
Lors des opérations aériennes de la coalition internationale en Syrie, en 2017 à Raqqa, 20 civils par jour ont été tués en moyenne par les frappes aériennes et les tirs d'artillerie sur une période de quatre mois selon Amnesty International. L'offensive de la coalition menée par les États-Unis avait pour objectif de faire sortir l'État islamique de la ville syrienne de Raqqa. 160 000 civils auraient été déplacés à ce moment-là, ayant été contraints de fuir les bombardements.
Lors de la bataille de Mossoul (2016-2017) en Irak, 40 civils par jour ont été tués, soit au total entre 9 000 et 11 000 civils morts au cours des combats qui ont duré neuf mois selon des chiffres fournis par Associated Press. La population de Mossoul était de près de 2 millions d'habitants en 2014. Cette bataille a opposé les forces irakiennes alliées des États-Unis d'une part, l'État islamique d'autre part, pour la ville irakienne de Mossoul. D'ailleurs, des cadavres non identifiés continuent toujours d'être extraits des décombres de Mossoul concomitamment à la guerre de Gaza en 2023-2024.
Lors de la guerre en Ukraine, 10 000 civils auraient été tués en deux ans, selon l'ONU ; toutefois le nombre de morts pourrait être largement sous-évalué compte tenu des problèmes que pose le décompte des morts. Par ailleurs, les comparaisons entre les guerres sont jugées complexes parce que les méthodes utilisées pour le décompte peuvent être différentes.
Le nombre élevé de victimes a été attribué aux tactiques israéliennes et aux bombardements à grande échelle, qui dans certains cas ont laissé des villes entières complètement détruites et inhabitables,.

#### Comparaison à l'échelle du conflit israélo-palestinien
Depuis 2000, jusqu'à la date du 7 octobre 2023 non incluse, le conflit israélo-palestinien a causé la mort près 12 000 personnes : parmi elles, 10 701 Palestiniens ont été tués au cours de la Seconde Intifada, de la guerre de Gaza 2008-2009, de la guerre de Gaza de 2012, de la guerre de Gaza de 2014 ; 1 303 Israéliens ont été tués pendant la même période.
Lors de la « catastrophe » ou Nakba de 1948, 13 000 morts Palestiniens avaient été tués environ, en majorité des civils.

#### Causes du nombre de morts très élevé

##### Intensité des bombardements israéliens
La cause du nombre de morts exceptionnellement élevé est l'intensité inédite des bombardements israéliens, avec un nombre de bombes larguées par jour plus élevé que pendant la Seconde Guerre mondiale, en Syrie ou en Ukraine. Les experts affirment n'avoir jamais observé une si forte intensité dans les bombardements. Israël a largué 29 000 bombes sur la bande de Gaza, dont la superficie est de 365 kilomètres carrés, à la date du 13 janvier 2024, selon l'armée américaine.
L'armée israélienne a largué 1 000 bombes par jour en moyenne pendant la première semaine d'opérations militaires, 90 % de ces bombes pesant entre 450 et 900 kg (entre 1000 et 2 000 livres). À titre de comparaison, Londres pendant la Seconde Guerre mondiale, lors du Blitz, a été frappée de 19 000 tonnes de bombes au total sur une durée de huit mois. La bombe atomique utilisée à Hiroshima équivalait à 15 000 tonnes d'explosifs. Aux bombes larguées sur Gaza se sont ajoutés les obus d'artillerie.
Les fragments de bombes identifiés à Gaza sont ceux de bombes de fabrication américaine Joint Direct Attack Munitions (JDAM) qui pèsent 450 et 900 kilogrammes et « transforment la terre en liquide » selon Marc Garlasco, enquêteur sur les crimes de guerre à l'ONU ; ainsi que d'autres bombes de plus petit diamètre, selon Amnesty International. Ont été également trouvés à Gaza des fragments de bombes de fabrication israélo-américaine SPICE (Smart, Precise Impact, Cost-Effective, Spice (bomb) (en)) de 900 kg (2 000 livres).

##### Recours massif à l'intelligence artificielle par l'armée israélienne
Selon le New York Times, le Washington Post et The Time of Israël, le recours massif à l'intelligence artificielle par l'armée israélienne a aussi contribué à augmenter significativement le nombre de victimes civiles palestiniennes,.

### Impact
Le 16 octobre, l'UNRWA a déclaré qu'il y avait tellement de morts à Gaza qu'il n'y avait plus assez de sacs mortuaires. Les morgues étant surpeuplées, les corps étaient confinés dans des camions de glaces,. Le 12 novembre, Mai al-Kaila a noté que le personnel de l'hôpital Al-Shifa n'était pas en mesure d'enterrer 100 corps en décomposition.

### Opinion publique
Selon un sondage mené par l'université de Tel Aviv en janvier 2024, 74,7 % des Israéliens (87,4 % chez les Juifs et 12,6 % chez les Arabes) considèrent que « le nombre de victimes côté palestinien » est « justifié » au vu des « objectifs de guerre ». Par ailleurs, 82,3 % des Israéliens (94,2 % chez les Juifs et 24,3 % chez les Arabes) considèrent que leur armée fait un usage de la force « approprié » ou « insuffisant » à Gaza. Ces chiffres sont relativement stables (saufs chez les Arabes, où ils accusent une baisse de 5,8 points) par rapport à ceux d'octobre 2023.
Selon un sondage mené par l'université d'État de Pennsylvanie en mars 2025, 47 % des Juifs israéliens (et jusqu'à 63 % chez les Haredim) sont favorables à ce que « [l'armée israélienne], en conquérant une ville ennemie, agisse d'une manière semblable à celle des Israélites lors de la prise de Jéricho sous la direction de Josué, c'est-à-dire en tuant tous ses habitants ».

## Incursions israéliennes en Cisjordanie
Durant la guerre, l'armée Israélienne mène de nombreuses incursions en Cisjordanie. Durant ces dernières, 395 Palestiniens sont tués par l'armée israélienne entre le 7 octobre 2023 et le 15 février 2024.
Plusieurs milliers de travailleurs gazaouis se trouvaient en Israël au moment où le conflit a éclaté. Au 16 octobre, certains d'entre eux étaient détenus dans un « centre de détention » en Cisjordanie tandis que d'autres cherchaient refuge dans les communautés palestiniennes de Cisjordanie. Le ministre du Travail de l'Autorité palestinienne a estimé que 4 500 travailleurs sont portés disparus, tandis que le média israélien N12 a rapporté que 4 000 Gazaouis se trouvaient dans des centres de détention israéliens. La Société des prisonniers palestiniens a déclaré que les forces israéliennes avaient arrêté plus de 1 450 Palestiniens de Cisjordanie depuis le 7 octobre. Le 29 octobre, trente organisations israéliennes de défense des droits humains évoqué publiquement la violence des colons en Cisjordanie, demandant à la communauté internationale « d'agir de toute urgence » pour y mettre fin. Le 30 octobre, le gouvernement allemand a appelé Israël à protéger les Palestiniens en Cisjordanie. Le 31 octobre, le chef de la diplomatie européenne Josep Borrell a « fermement condamné » les attaques de colons en Cisjordanie.

## Front entre le Liban et Israël
À la suite d'attaques du Hezbollah, un front s'ouvre entre le Liban et Israël.

### Nombre de morts
Selon l'AFP, entre le 7 octobre 2023 et le 3 avril 2024, au moins 349 personnes ont été tuées au Liban, dont 68 civils, à cause des échanges de tirs entre l'armée israélienne et le Hezbollah.
Selon l'armée israélienne 14 Israéliens sont morts du fait des combats sur la frontière libanaise, dont 5 civils et 9 soldats entre le début de la guerre et le 15 janvier 2024.

### Journalistes
Une frappe d'artillerie israélienne le 13 octobre a tué le vidéaste libanais de Reuters Issam Abdallah et blessé six autres journalistes de Reuters, de l'Agence France-Presse et d'Al Jazeera. « Ils couvraient les affrontements entre l’armée israélienne et des groupes armés dans le sud du Liban portaient un casque et un gilet pare-balles estampillé « presse ». La succession de deux tirs démontre qu’ils étaient ciblés » selon le journal Le Monde.
Deux journalistes de la chaîne panarabe libanaise Al Mayadeen, Farah Omar, et Rabih Maamari, ont été tués par une frappe israélienne, le 20 novembre 2023 une heure après avoir terminé un direct, à Tayr Harfa (au sud-ouest du Liban), ainsi qu'un autre civil qui se trouvait en leur compagnie. Ils couvraient les bombardements israéliens. La Fédération internationale des journalistes (FIJ) parle du « meurtre » de Farah Omar et de Rabih Maamari, qu'elle condamne.

## Victimes étrangères et binationales
Les victimes étrangères comprennent celles tuées par les assaillants palestiniens en Israël et celles de l'armée israélienne à Gaza.
Le 11 octobre, le Washington Post rapporte que des personnes originaires de 24 pays ont été tuées ou portées disparues pendant le conflit.
| Pays           | Morts | Enlevés par le Hamas | Disparus | Ref.    |
| -------------- | ----- | -------------------- | -------- | ------- |
| France         | 40    | Inconnu              | 8        | [ 114 ] |
| Thaïlande      | 39    | 30                   | 0        |         |
| États-Unis     | 33    | Inconnu              | 13       | [ 114 ] |
| Ukraine        | 24    | Inconnu              | 8        | ,       |
| Russie         | 23    | 2                    | 4        |         |
| Portugal       | 12    | 3                    | 0        | ,       |
| Népal          | 10    | 17                   | 1        | [ 123 ] |
| Argentine      | 9     | Inconnu              | 20       | [ 124 ] |
| Canada         | 8     | Inconnu              | 1        | [ 125 ] |
| Éthiopie       | 7     | 0                    | 0        | [ 126 ] |
| Royaume-Uni    | 7     | Inconnu              | 10       | ,       |
| Roumanie       | 5     | 1                    | 2        | ,       |
| Chili          | 5     | 0                    | 0        | ,       |
| Autriche       | 4     | Inconnu              | 1        | [ 134 ] |
| Chine          | 4     | 0                    | 2        | [ 114 ] |
| Philippines    | 4     | Inconnu              | 2        | [ 135 ] |
| Biélorussie    | 3     | Inconnu              | 1        | [ 136 ] |
| Brésil         | 3     | Inconnu              | 0        | [ 137 ] |
| Turquie        | 3     | Inconnu              | Inconnu  | [ 138 ] |
| Australie      | 2     | Inconnu              | Inconnu  | ,       |
| Colombie       | 2     | Inconnu              | Inconnu  | [ 141 ] |
| Paraguay       | 2     | Inconnu              | 2        | [ 142 ] |
| Pérou          | 2     | Inconnu              | 5        | [ 114 ] |
| Afrique du Sud | 2     | Inconnu              | Inconnu  | [ 143 ] |
| Espagne        | 2     | 0                    | 0        | [ 142 ] |
| Azerbaïdjan    | 1     | Inconnu              | Inconnu  | [ 114 ] |
| Cambodge       | 1     | 0                    | 0        | [ 144 ] |
| Estonie        | 1     | 0                    | 0        | [ 145 ] |
| Allemagne      | 1     | 5                    | Inconnu  | [ 146 ] |
| Honduras       | 1     | Inconnu              | Inconnu  | [ 147 ] |
| Irlande        | 1     | Inconnu              | Inconnu  | ,       |
| Italie         | 1     | Inconnu              | 2        | ,       |
| Kazakhstan     | 1     | 0                    | 0        | [ 151 ] |
| Lettonie       | 1     | 0                    | 0        | [ 152 ] |
| Lituanie       | 1     | 0                    | 0        | [ 153 ] |
| Sri Lanka      | 2     | 2                    | 2        | ,       |
| Suisse         | 1     | Inconnu              | Inconnu  | [ 156 ] |
| Danemark       | 0     | 1                    | 0        | ,       |
| Mexique        | 0     | 2                    | 0        | [ 142 ] |
| Serbie         | 0     | 1                    | 0        | [ 159 ] |
| Tanzanie       | 1     | 1                    | 2        | ,       |
| Pologne        | 0     | 1                    | 0        |         |

L'ambassadeur népalais en Israël, Kanta Rijal, a déclaré qu'au moins 7 de ses ressortissants avaient été blessés dans l'attaque et qu'eux et 10 autres avaient été retenus captifs par le Hamas au kibboutz Alumim. L'ambassade du Népal a confirmé plus tard que 10 étudiants népalais avaient été tués lors de l'attaque dans le kibboutz. Les médias israéliens ont également rapporté que des travailleurs migrants de Thaïlande et des Philippines avaient également été capturés par des terroristes palestiniens. Le gouvernement philippin a confirmé que 5 Philippins ont été tués tandis que deux autres ont été blessés dans les attaques, les autorités vérifiant les informations selon lesquelles des Philippins seraient détenus par le Hamas. 26 Philippins ont été secourus par les forces de sécurité israéliennes,, tandis que deux Philippins étaient portés disparus. Au moins 28 Thaïlandais ont été tués et 17 ont été capturés par le Hamas au kibboutz Alumim. La raison pour laquelle le Hamas a attaqué les quartiers d'habitation des travailleurs étrangers est que les gardes de sécurité avaient réussi à défendre la principale zone résidentielle du kibboutz contre l'invasion ; aussi les « terroristes » du Hamas ont-ils attaqué des cibles plus vulnérables. Aucun garde n'était posté dans les quartiers d'habitation majoritairement peuplés d'Asiatiques,.
Plusieurs citoyens allemands figuraient parmi les personnes kidnappées. Au moins 17 citoyens britanniques ont été signalés comme morts ou portés disparus dont un participant au festival de musique,. 18 Ukrainiens, un étudiant cambodgien et une Chilienne ont été tués par le Hamas,. 13 citoyens français ont été tués et 17 autres disparus.
Au moins 31 Américains ont été tués lors des attaques et 13 autres sont portés disparus. Le secrétaire mexicain aux Affaires étrangères a indiqué que deux ressortissants mexicains auraient été pris en otage par le Hamas. Un ressortissant brésilien aurait été blessé et trois auraient été portés disparus,. Un soignant indien a été blessé par un tir de roquette à Ashkelon,. L'ambassade britannique a confirmé le décès d'un ressortissant britannique qui assistait au festival de musique.
Le ministre espagnol des Affaires étrangères, José Manuel Albares, a déclaré que deux Espagnols avaient été attaqués, sans préciser leur état. Le ministre italien des Affaires étrangères, Antonio Tajani, a déclaré qu'un couple italo-israélien avait disparu à Beeri. Leur ambassade a signalé la disparition de deux étudiants tanzaniens. L'ambassade de Russie a déclaré que 16 ressortissants russes avaient été tués et neuf autres portés disparus à la suite de l'attaque. Quatre Argentins auraient été tués et trois portés disparus. Le gouvernement canadien a déclaré que trois Canadiens avaient été tués et que deux autres Canadiens étaient portés disparus. Un couple paraguayen aurait été tué, le gouvernement signalant également la disparition de deux ressortissants. Un participant irlandais au festival de musique a été porté disparu|. Le ministère des Affaires étrangères du Pérou a confirmé qu'un soldat péruvien-israélien avait été tué au combat sur la ligne de front, tandis que trois étaient toujours portés disparus. Un couple colombien assistant au festival de musique a été porté disparu après l'attaque. Le ministère autrichien des Affaires étrangères a indiqué que trois binationaux austro-israéliens avaient été capturés et que l'un d'eux avait par la suite été confirmé mort. Le ministère sud-africain des Relations internationales et de la Coopération a confirmé que deux citoyens, dont un double national, avaient été tués.
À Gaza, il a été confirmé qu'un ressortissant ukrainien avait été tué. Deux enfants de nationalité française ont également été tués dans un bombardement à Gaza. Leur mère, Yasmine Znaïdi, avait été condamnée en France pour « financement d’une entreprise terroriste » et « association de malfaiteurs terroriste » dans le cadre des activités de son association caritative.

## Disparitions forcées de Palestiniens en Israël
Le magazine américain Jacobin souligne le 29 octobre 2023 le manque d'informations sûres au sujet des Palestiniens de Gaza disparus en Israël et estime qu'« au moins 4 000 travailleurs palestiniens de Gaza sont détenus par les autorités israéliennes dans des endroits indéterminés, avec peu ou pas d'informations sur leur condition, un statut juridique peu clair et privé de leur droit à une représentation légale ».
19 000 Palestiniens travaillaient en Israël en 2023 au moment où la guerre de Gaza a commencé ; ils étaient autorisés à occuper un emploi dans des industries où il y a pénurie de main-d'œuvre israélienne, comme le bâtiment, l'agriculture, le textile. À la suite de l'attaque du 7 octobre 2023, Israël ferme le poste-frontière d'Erez, point de passage entre Israël et Gaza. Des milliers de Palestiniens de Gaza se sont trouvés bloqués en Israël, privés de ressources car leur permis de travail a été révoqué, privés de toit et séparés de leur famille.
Le 10 décembre 2023, selon le Washington Post des hommes et des garçons gazaouis sont détenus par l'armée israélienne et plus personne n'a jamais entendu parler d'eux. Le 16 décembre 2023, le Haut-Commissariat des Nations unies aux droits de l'homme déclare avoir reçu « de nombreuses informations inquiétantes du nord de Gaza faisant état de détentions massives, de mauvais traitements et de disparitions forcées de milliers de Palestiniens aux mains de l'armée israélienne », y compris d'enfants.
Le ministère de la Santé de la bande de Gaza dénonce en septembre 2024 le traitement « inhumain » de cadavres par l’armée israélienne et appelle les institutions internationales à se saisir de la question, fustigeant « les procédés de l’occupation israélienne, qui consistent à exhumer des tombes et à voler des corps, et les renvoyer dans Gaza dans des conditions contraires à l’éthique ». L'armée israélienne a rejeté ces accusations mais la Croix-Rouge a confirmé des transferts de corps pas « conformes aux protocoles » en raison de l'absence de documents d’identification.